# Arbaa Rasmouka
Arbaa Rasmouka (franska: Arbaa Rasmouka (CR), Arbaa Rasmouka (Commune Rurale), arabiska: تاسريرت) är en kommun i Marocko.   Den ligger i provinsen Tiznit och regionen Souss-Massa, i den centrala delen av landet, 500 km sydväst om huvudstaden Rabat. Antalet invånare är 7 480.